# Mercetaspis isis
Mercetaspis isis (лат.) — вид полужесткокрылых насекомых-кокцид рода Mercetaspis из семейства щитовки (Diaspididae).

## Распространение
Африка: Египет (Luxor). Азия: Израиль, Ирак, Иран, Иордания, Таджикистан, Узбекистан.

## Описание
Мелкие щитовки, длина взрослых самок 0,9 мм, ширина 0,5 мм, форма тела овальная.
Питаются соками таких двудольных тамарисковых растений, как Tamarix sp., Tamarix mannifera (Tamaricaceae).
Вид был впервые описан в 1923 году энтомологом У. Холлом (Hall, W. J.) как Coccomytilus isis.
Таксон Mercetaspis isis включён в состав рода Mercetaspis Gómez-Menor Ortega, 1927 вместе с таксонами Mercetaspis arthrophyti, Mercetaspis baluchistanensis, Mercetaspis benitezi, Mercetaspis bicuspis, Mercetaspis calligoni, Mercetaspis ephedrae и другими.